# Golf na Letnich Igrzyskach Olimpijskich 1900 – kobiety indywidualnie
Golf na Letnich Igrzyskach Olimpijskich 1900 – kobiety indywidualnie był jednym z dwóch turniejów golfowych rozegranych na Letnich Igrzyskach Olimpijskich 1900 w Paryżu. Zawody w tej dyscyplinie zostały po raz pierwszy rozegrane w historii igrzysk olimpijskich. Zorganizowano turnieje indywidualne dla kobiet i mężczyzn.
Turniej kobiet odbył się 3 października. Składał się z 9 dołków. Brało w nim udział 10 zawodniczek z 2 państw. Wszystkie medale zdobyły Amerykanki. Mistrzynią olimpijską została Margaret Ives Abbott, srebrny medal zdobyła Pauline Whittier, natomiast brązowy medal – Daria Pratt.

## Wyniki
| Poz.   | Zawodniczka                   | Punkty |
| ------ | ----------------------------- | ------ |
| złoto  | Margaret Ives Abbott          | 47     |
| srebro | Pauline Whittier              | 49     |
| brąz   | Daria Pratt                   | 53     |
| 4      | Froment-Meurice               | 56     |
| 5      | Ellen Ridgway                 | 57     |
| 6      | Madeleine Fournier-Starvolèze | 58     |
| 7      | Mary Abbott                   | 65     |
| 7      | Lucile Fain                   | 65     |
| 9      | Rose Gelbert                  | 76     |
| 10     | A. Brun                       | 80     |